# Simon Hirschland
Simon Hirschland (* 30. November 1807 in Steinheim (Westfalen); † 28. Juni 1885 in Essen) war ein deutsch-jüdischer Bankier und gilt als Finanzier des Bergbaus im Ruhrgebiet. Er war Gründer der Simon Hirschland Bank in Essen.

## Leben und Wirken
Simon Hirschlands Vater, Salomon Herz Hirschland aus Steinheim im Kreis Höxter, war als Metzger und Händler nach dem Tod seiner Frau Jüdel Bendix (1778–1815) im Jahr 1815 mit seinen sieben Kindern nach Essen gezogen. Dort übernahm er auch den Vorsitz der jüdischen Gemeinde.
Simon Hirschland begann seine berufliche Laufbahn als Kaufmann in Essen. Mit der Gründung eines Privatbankhauses im Jahr 1841 stieg er in das Bankgeschäft ein. Im gleichen Jahr heiratete er Marianne Isaac (1814–1895) aus Ruhrort. Die beiden ältesten Kinder, Hermann (* 1842) und Johanna (* 1843), kamen gehörlos zur Welt, was die Eltern zur Gründung eines Heims für Taubstumme brachte. Es folgten die Söhne Isaac und Albert (* 1848), die beide später zu erfolgreichen Bankiers aufstiegen. Isaac Hirschland führte die Privatbank seines Vaters erfolgreich weiter.
Der Aufstieg des Bankhauses Hirschland ist eng verknüpft mit der wachsenden Industrialisierung des Ruhrgebiets. Hirschland betätigte sich überwiegend im Wechsel- und Darlehensgeschäft und führte um 1850 den Kontokorrentverkehr ein. Somit beteiligte er sich an der Finanzierung des Bergbaus, was dazu beitrug, dass das Bankgeschäft mit der Erschließung des Ruhrgebiets einen großen Aufschwung erlebte. Zu seinen Kunden  zählten die Wirtschaftsmagnaten der Region – Alfred Krupp, Johann Dinnendahl, Wilhelm Theodor Grillo, Mathias Stinnes und Franz Haniel.
Hirschland war viele Jahre Mitglied des Vorstands der Essener Synagogengemeinde.
Hirschland war der Erste, der im Herbst des Jahres 1885 auf dem jüdischen Friedhof am Reckhammerweg, angrenzend an den Alten Friedhof Segeroth, in Essen bestattet wurde. Die Familiengruft auf dem heute denkmalgeschützten und nicht öffentlich zugänglichen Friedhof besteht bis heute.

## Schriften
- Die Familie Hirschland aus Essen. In: Hermann Schröter: Geschichte und Schicksal Essener Juden. Gedenkbuch für die jüdischen Mitbürger der Stadt Essen. Stadt Essen, Essen 1980, S. 167–179.
- Norbert Fabisch: Die Hirschlands. Aufstieg und Vertreibung einer jüdischen Bankiersfamilie. Hentrich & Hentrich, Berlin u. a. 2023, ISBN 978-3-95565-608-9.